# П.К.П. (фільм)

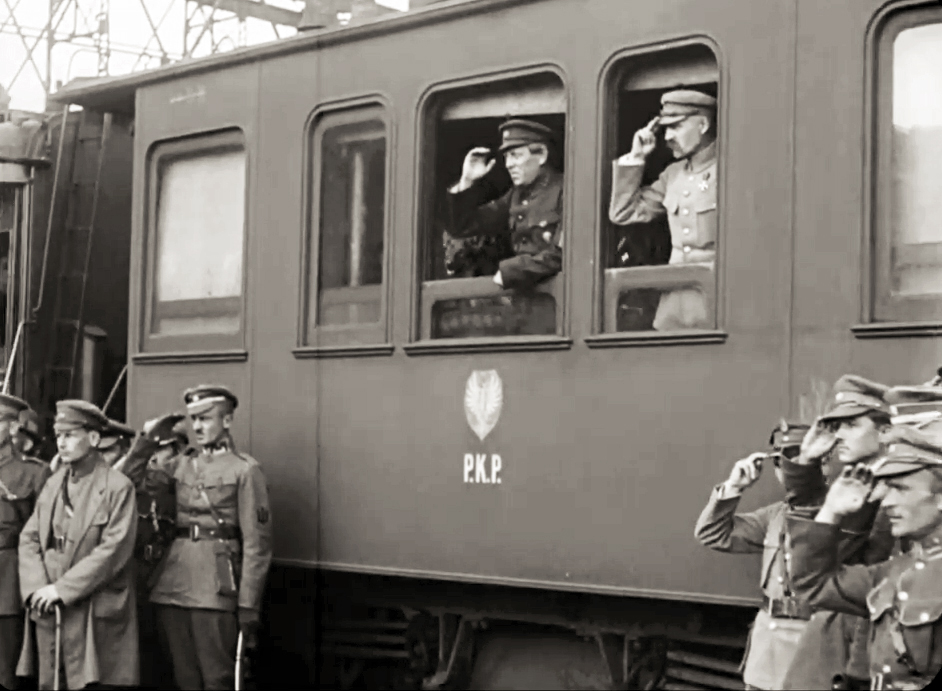
Юзеф Пілсудський та Симон Петлюра у вагоні поїзда ПКП (Польських державних залізниць), Вінниця 1920

П. К. П. (Пілсудський купив Петлюру) (рос. П. К. П. (Пілсудский купил Петлюру)) — агітаційний український радянський німий художній фільм, один з перших дослідів радянської історико-революційної постановки з батальними сценами. Оповідає про боротьбу радянських військ із загонами української націоналістичної еміграції (петлюрівцями) і підпілля на початку 1920-х років.
Фільм відомий участю в ньому одного з лідерів цього руху, Юрка Тютюнника, який зіграв у фільмі самого себе й за сценарієм фільму перейшов на бік совітів та «розкаявся». Спочатку у фільмі також знімався та грав себе і Григорій Котовський, але в період зйомок він був убитий, і його роль виконав актор Борис Зубрицький. Кінодебют Наталії Ужвій.
У фільмі є звичний для російської антиукраїнської пропаганди образ так званого «антисеміта Симона Петлюри», який має на меті закріпити за Петлюрою та українцями тавро «антисемітів» та «вбивць».
З восьми частин фільму збереглися всі окрім четвертої частини.

## Сюжет
Початок 1920-х років. Симон Петлюра в Польщі домовляється з поляками про підтримку. Кіннота Григорія Котовського примушує Петлюру тікати до Польщі. Юрко Тютюнник, що приходить Петлюрі на зміну, намагається організувати контрреволюційні дії, захопити владу в Україні. Але цього не сталося: заколот своєчасно розкрито…

## В ролях
- Микола Кучинський — Симон Петлюра
- Матвій Ляров — Юзеф Пілсудський
- Юрій Тютюнник — генерал-хорунжий Армії УНР Юрко Тютюнник
- Дмитро Ердман — Наконечний, він же Федір Дністро
- Іван Капралов — поручик Ковалевський
- Сергій Калінін — Петренко
- Наталя Ужвій — Галина Домбровська, польська шпигунка (перша роль в кіно)
- Борис Зубрицький — Григорій Котовський
- Юрій Чернишов — Ніссель, французький офіцер
- Теодор Брайнін — полковник Пулковський
- Олександр Тімонтаєв — чекіст (прототип — Сергій Карін)
- Іван Сизов — націоналіст-підпільник